# Arceda
L'Arceda és una masia situada al municipi de Llobera, a la comarca catalana del Solsonès.